# マツダ・オートザムAZ-1
AZ-1（エーゼットワン）は、マツダ5チャンネル化によって誕生したオートザムで販売されていた軽自動車の2座席スポーツクーペである。スズキにもOEM供給され、1993年（平成5年）より「CARA」（キャラ）の車名で販売された。

## 概要
1992年（平成4年）9月24日に発表され、同年10月5日に発売された。型式はE-PG6SA。
超小型ながらスポーツカーらしさを演出した特徴的な外観は、2023年現在も乗降用ドアとしては日本車における唯一の採用例となるガルウイングドアと、外装にFRP（シートモールディングコンパウンド）を多用した軽量ボディで構成されている。トヨタ・セラと同様にグラスキャノピーデザインを採用し、ルーフ部のガラスに光の透過率を30%に抑えたセラミック処理を施し、快適性に配慮した。ボディは外装を簡単に取り外せるスケルトンモノコックという特殊なフレーム（メイン部材はペリメーター型）を採用して剛性を高め、外装がない状態でも走行が可能である（公道走行は不可）。車重は720 kg。構造や前後ライト等の全般的なデザインは小杉二郎によるMK600のオマージュとなっている。
開発当初、スペアタイヤはフロントに収納する予定だったが、衝突試験を行った際にスペアタイヤがステアリングシャフトを押し、ステアリングホイールがドライバーに向かって突き出すことが分かり、急遽運転席後ろの荷物置きスペースへ変更された。またその構造上、横転した場合はガルウイングドアが開けられなくなるため、横転時の脱出の際はドアガラスを割る必要がある。
当時のマツダは多品種少量生産を志向していたが、それでもなお利幅の少ない軽自動車のスポーツカーをマツダ本社工場で生産するのはコスト上困難で、生産ラインは、ボディ外板生産の協力会社である「クラタ」（現：キーレックス）に設置された。
同時期に販売されていた軽スポーツカーのAZ-1、ホンダ・ビート（Beat）、スズキ・カプチーノ（Cappuccino）の頭文字をとって、「平成ABCトリオ」と称される。

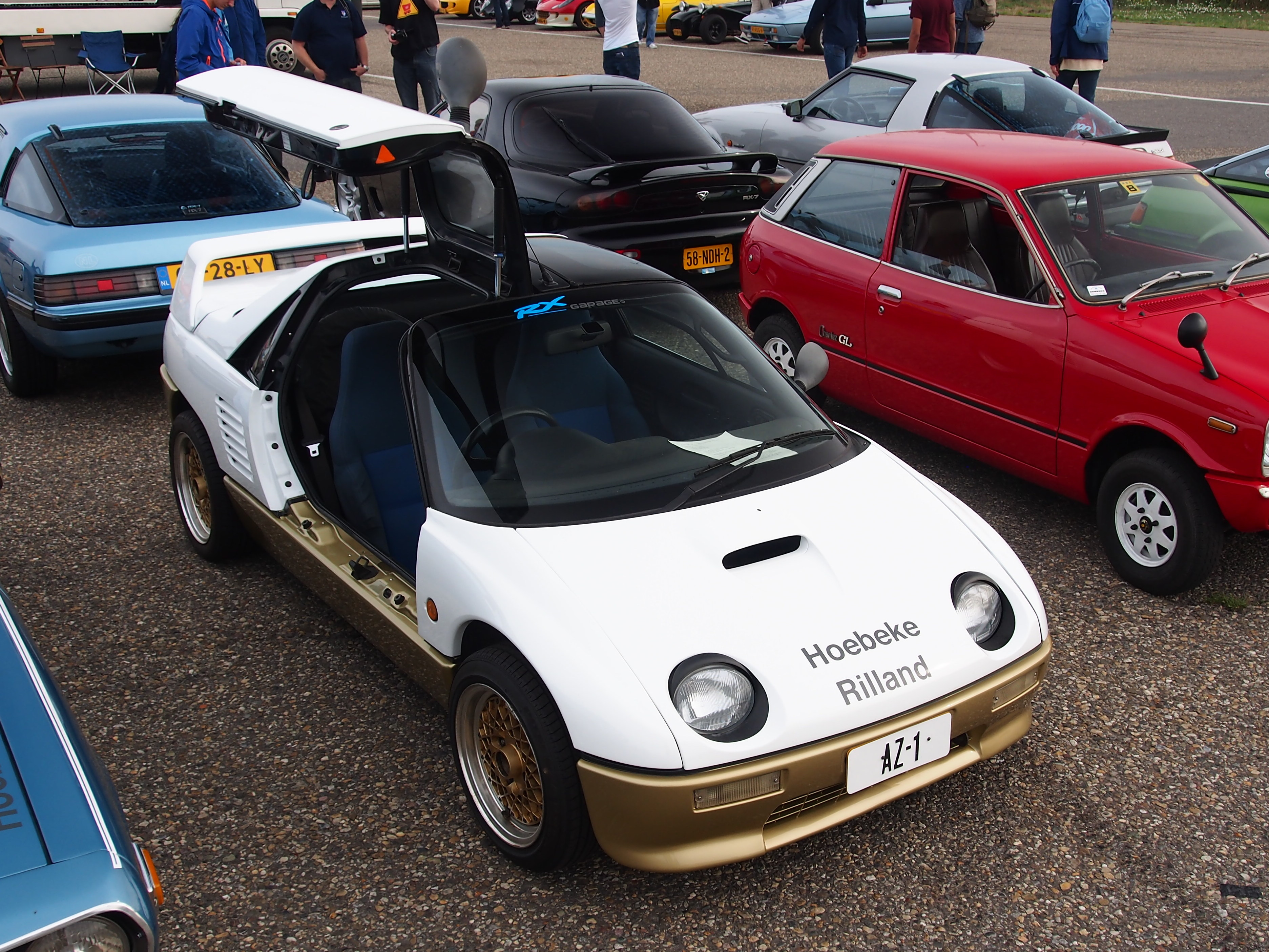
ガルウィングドアを開いた状態

エンジンは、スズキ・アルトワークスと共通のF6A型 直列3気筒DOHCターボをミッドシップに搭載する。
ステアリングのロックトゥロックが2.2回転という機敏な操作性と軽量ボディとの組み合わせにより、「究極のハンドリングマシーン」と銘打たれていたが、足回り（特にリアサスペンション）の設計上コーナリング時のジオメトリー変化が極めて大きく、重心位置と相まってスピンや横転事故が多発した。また、極度のリア荷重のためフロントタイヤの接地面積が足りず、直進安定性の低さを指摘する評価もあった。
高価であったこと、実用性が低かったこと、ATの設定がなかったこと、発売された時期がバブル崩壊の最中といったこともあり販売台数は低迷し、1994年（平成6年）10月に生産終了、翌1995年9月までに販売終了となった。総生産台数は4,409台。OEMモデルのスズキ・キャラは同年12月まで販売された。
モータースポーツにおいては、ジムカーナA1クラスで定番のホンダ・シティ（GA2型）に対抗可能な数少ない車種のひとつだったが、前述のように横転した際の安全性に問題があり、また火災などが発生した場合に消火と並行して救助する術がないため、出場に際してはクラッシュ時の救助の保証がないことに同意する誓約書が必要となる場合もあった。
生産台数の少なさと軽自動車のピュアスポーツカーというマニアックな性格から、生産終了後の中古車市場ではプレミア価格が付けられている。

## AZ550 Sports
1989年（平成元年）の第28回東京モーターショーで参考出品されたコンセプトモデル。AZ-1とは異なり、旧規格の軽自動車がベースなので排気量は550 ccとなっている。
ウェッジシェイプでガルウィングドアとリトラクタブルヘッドライトを持つType A、ヒンジドアでキャビンが短いノッチバッククーペのType B、そして、バタフライドアを持ち、当時のグループCカーを髣髴とさせるType Cの3タイプが出展された。AZ-1はこの内のType Aに近いスタイリングで市販化された。

## 特別仕様車
TYPE L
オプションのスーパーウーハーなどを標準装備した特別仕様車。外観に変化はない。

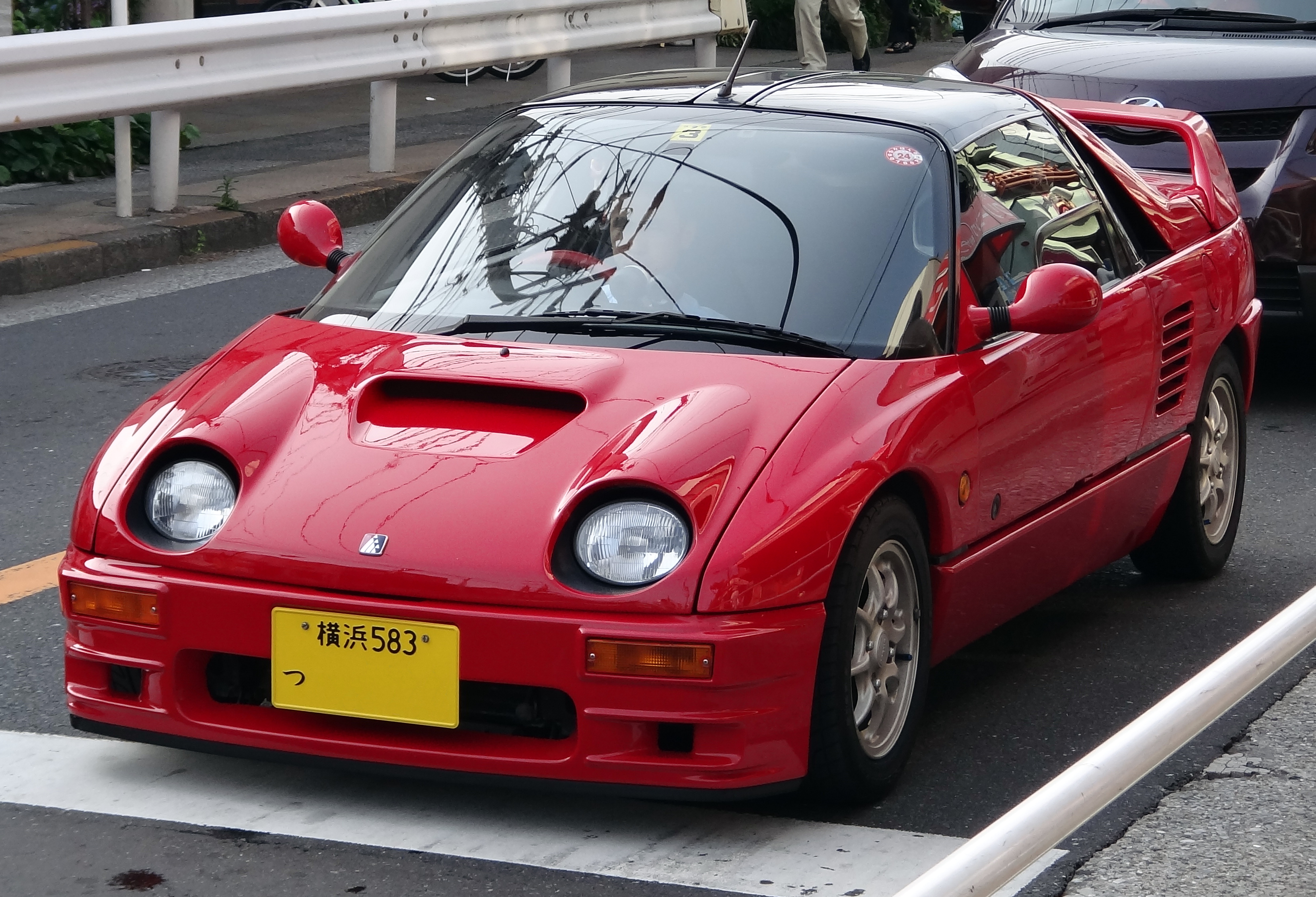
マツダスピードバージョン
マツダスピードのエアロパーツを装備する特別仕様車。
M2 1015
M2が企画したエアロパーツ装備の特別仕様車。フロントバンパーやボンネット、リアウイング形状はマツダスピードバージョンと異なる。ボディカラーは白、黒、銀の三色で、フロントフード先端にフォグランプを追加。
マツダ以外からもボディキットが発売されている。
スコルピオーネ
サブロー・ジャパンが発売したワイドボディーキット。スコルピオーネは通称で、正式名称はない。イタリアの名匠ピニンファリーナがデザインしており、フィアット-アバルト1000ビアルベーロ・ザガート（英語版）を思わせるスタイルとなっている。ワイドボディーになるため小型車登録（白ナンバー）となる。5台販売されたとされる。